# Gam chi yuk yip
Gam chi yuk yip (金枝玉葉) é um filme de Hong Kong de comédia romântica de 1994, co-escrito e dirigido por Peter Chan e estrelado por Leslie Cheung, Anita Yuen, Carina Lau, Eric Tsang e Jordan Chan. Este filme recebeu vários prêmios no 14º Prêmio Cinematográfico de Hong Kong, incluindo Melhor Atriz por Yuen e Melhor Canção Original por "Chase" de Cheung. O filme foi seguido por uma sequência, Gam chi yuk yip 2, que foi lançado em 1996. A música tema "Chase" (追) apareceu no álbum Most Beloved de Cheung de 1995.

## Enredo
Wing (Anita Yuen) é uma garota atrevida que idolatra profundamente Rose (Carina Lau), uma cantora pop e namorado de Rose, o principal produtor musical e compositor Sam (Leslie Cheung). Rose foi preparada por Sam, alcançando o estrelato e aclamação internacional. Com seu sucesso, Sam decide tentar criar um cantor. Ele decide anunciar uma busca de talentos em todo o país, apenas para homens, para grande desgosto de seu ex-protegido.
Wing, desesperada para conhecer seus ídolos, aproveita a oportunidade e entra no concurso disfarçada de homem. Seu amigo de infância (Jordan Chan) a treina para aperfeiçoar essa ideia extravagante.
Quis o destino que Wing tenha sucesso na audição graças à má qualidade dos testes e em parte às provocações de Rose. Rose desafia Sam a ver a ideia de ele criar um Wing (relativamente) sem talento.
Mais tarde, Wing é convidada a ficar na casa de Sam e Rose para estudar música. Wing tenta, sem sucesso, conciliar a diferença dos dois amantes. Problemas e comédia surgem quando ela se apaixona por Sam e vice-versa, apesar de ele acreditar erroneamente que ela é um homem.

## Elenco
- Leslie Cheung como Sam Koo Ka-ming[2]
- Carina Lau como Rose[2]
- Anita Yuen como Lam Chi-wing[3]
- Eric Tsang como tia
- Lawrence Cheng como Charles Chow Chu
- Law Kar-ying como Joseph
- Jordan Chan como Yu Lo
- Jerry Lamb como George
- Cheung Suet-ling como Alice
- Clarence Hui como instrutor vocal de Wing
- Nelson Cheung como cara na festa (participação especial)
- Patrick Tsui como Paul
- Joe Cheung como Peter
- Mantic Yiu como esposa de Peter
- Jacob Cheung como diretor da MTV
- Lee Ho-lam como Roger
- Ng Chin-yan como Busty Lin
- Matthew Tang como segurança do prédio
- Chan Wai-lung como instrutor de dança de Wing
- Chen Yong-liang como juiz de audição
- Liu Fung-pinh como juiz de audição
- Irene como juiz de audição
- May Lam como amiga de mahjong de Rose
- Julian como amigo de mahjong de Rose
- Leung Yiu-hei como concorrente da audição #1
- Yu Tin-lok como concorrente da audição #2
- Tsang Ho-yin como concorrente da audição #3
- Yu Dai-keung como concorrente da audição #4
- Fung Ka-leung como concorrente da audição #5
- Tse Pak-chuen como concorrente da audição #6
- Ng Ming-wai como concorrente da audição #7
- Lai Wing-yan como concorrente da audição #8
- Osman Hung como concorrente da audição #9
- Chu Ka-yiu como concorrente da audição #10
- Tang Chi-sam como concorrente da audição #11
- Jason Lee Jones como concorrente da audição #12
- Jimmy Lee como concorrente da audição #13
- Chan Chi-ban como antigo membro da banda
- Wong Sek-ning como antigo membro da banda
- Winston Yeh como antigo membro da banda
- Hui Sek-hung como antigo membro da banda
- Cipriano Antonio como antigo membro da banda
- Pete Spurrier como patrono do Wine Bar (sem créditos)

## Prêmios e indicações
| Prêmios e indicações                     | Prêmios e indicações                  | Prêmios e indicações                                                           | Prêmios e indicações |
| Cerimônia                                | Categoria                             | Nomeações                                                                      | Resultado            |
| ---------------------------------------- | ------------------------------------- | ------------------------------------------------------------------------------ | -------------------- |
| 14th Prêmio Cinematográfico de Hong Kong | Melhor Filme                          | Gam chi yuk yip                                                                | Indicado             |
| 14th Prêmio Cinematográfico de Hong Kong | Melhor Diretor                        | Peter Chan                                                                     | Indicado             |
| 14th Prêmio Cinematográfico de Hong Kong | Melhor Roteiro                        | James Yuen                                                                     | Indicado             |
| 14th Prêmio Cinematográfico de Hong Kong | Melhor Ator                           | Leslie Cheung                                                                  | Indicado             |
| 14th Prêmio Cinematográfico de Hong Kong | Melhor Atriz                          | Anita Yuen                                                                     | Venceu               |
| 14th Prêmio Cinematográfico de Hong Kong | Melhor Ator Coadjuvante               | Jordan Chan                                                                    | Indicado             |
| 14th Prêmio Cinematográfico de Hong Kong | Melhor Novo Intérprete                | Jordan Chan                                                                    | Indicado             |
| 14th Prêmio Cinematográfico de Hong Kong | Melhor Direção de Arte                | Chung Man-kei                                                                  | Indicado             |
| 14th Prêmio Cinematográfico de Hong Kong | Melhor Figurino e Design de Maquiagem | Dora Ng                                                                        | Indicada             |
| 14th Prêmio Cinematográfico de Hong Kong | Melhor Trilha Sonora Original         | Clarence Hui, Chiu Tsang-hei                                                   | Indicados            |
| 14th Prêmio Cinematográfico de Hong Kong | Melhor Canção Original de Filme       | Música: Chase (追) Compositor: Dick Lee Letrista: Lin Xi Cantor: Leslie Cheung | Venceram             |